# Mensonges d'État
Pour plus de détails, voir Fiche technique et Distribution.
Mensonges d'État ou Une vie de mensonges au Québec (Body of Lies) est un film d'espionnage américano-britannique réalisé par Ridley Scott et sorti en 2008. Il est adapté du roman Une vie de mensonges (en) de David Ignatius, journaliste du Washington Post. Le film met en scène Leonardo DiCaprio et Russell Crowe dans les rôles principaux.
Le film reçoit des critiques partagées mais n'est pas un immense succès au box-office.

## Synopsis
Des équipes de la police antiterroriste britannique se préparent à perquisitionner une maison à Manchester en Angleterre. À leur arrivée, les terroristes — qui viennent de perpétrer un attentat à Sheffield — présents dans la maison les entendent. L'un d'eux appuie sur un bouton de son téléphone portable, déclenchant une explosion qui détruit la maison.
À Samarra en Irak, Roger Ferris — ancien journaliste de guerre devenu agent de terrain pour la CIA — traque un chef terroriste de haut rang nommé Al-Saleem. Il rencontre Nizar, un membre de l'organisation terroriste prêt à lui fournir des informations en échange de l'asile en Amérique du Nord. Malgré les objections de son supérieur, Ed Hoffman (chef de la division Moyen-Orient de la CIA), Ferris accepte d'héberger Nizar. Ce dernier sert de pion pour attirer le reste de sa cellule ; une fois Nizar capturé, Ferris est contraint de l'abattre pour l'empêcher de révéler l'identité de Ferris et de son associé, Bassam. Furieux du refus d'Hoffman d'agir sur la foi des informations fournies par Nizar concernant une planque en Irak, Ferris et Bassam partent à sa recherche. Ils localisent près de Balad. Ferris observe des hommes brûler des documents et des DVD. Il tente d'y entrer par ruse, mais est démasqué. Lors de la fusillade et de la course-poursuite qui s'ensuivent, le véhicule de Ferris et Bassam est touché par un lance-roquettes. Alorsque Bassam est tué dans l'explosion, Ferris, muni des disques récupérés dans l'incendie de la planque, est secouru par hélicoptère, avant d'être hospitalisé.
Grâce aux DVD récupérés, Ferris apprend que des terroristes inconnus prévoient de poursuivre les attentats de Sheffield, mais se sont apparemment fait exploser à Manchester. Il en informe Hoffman. Grâce à d'autres renseignements recueillis par Ferris auprès de la planque de Balad, Hoffman localise une planque d'Al-Saleem près d'Amman en Jordanie et ordonne à Ferris d'y accéder. Là, Ferris organise une rencontre avec Hani Salaam — chef des services de renseignements jordaniens — et négocie une collaboration avec lui.
Ferris gagne le respect de Hani Salaam grâce à sa capacité à parler couramment l'arabe traditionnel. Salaam perçoit également Ferris comme étant plus réfléchi et intelligent que les agents de terrain habituels utilisés par les Américains. Ferris et son subordonné de la CIA, Skip, se chargent de surveiller la planque avec l'aide d'agents jordaniens. Skip identifie sur place un agent local qu'il ne s'attend pas à voir, Ziyad Abishi, qui établit prématurément le contact avec l'un des terroristes de la planque et révèle sa couverture. Le terroriste s'enfuit pour informer ses collègues, et Ferris le poursuit et le tue dans un lieu et d'une manière qui laissent penser qu'il s'agit d'un vol à main armée. Au cours de la poursuite, Ferris est mordu aux jambes par des chiens attachés dans une ruelle. Craignant que les chiens ne soient enragés, il se fait soigner dans une clinique locale. À l'hôpital, Ferris rencontre une séduisante infirmière nommée Aisha.
Ferris fustige Hoffman pour avoir mené une opération secondaire qui, selon lui, interfère avec l'intégrité opérationnelle de l'opération principale et la compromet, et lui ordonne d'arrêter. Ferris rencontre Salaam, dont les agents ont déjà confirmé que ceux qui sont restés dans la planque pensent que le terroriste éliminé par Ferris a été tué lors d'un vol à main armée. Ce dernier a déjà parlé à Hoffman et lui a dit la même chose. Salaam fait observer à Ferris ce qu'il considère comme de la torture, mais que Salaam lui informe être une punition imposée par les « lois du Roi sur l'espionnage », et demande à Ferris de raconter à Hoffman ce qu'il a vu.
En Europe, des attentats terroristes frappent à nouveau un marché aux fleurs d'Amsterdam, tuant 75 personnes et en blessant des centaines d'autres. Ayant reconnu l'un des hommes vivant dans la planque comme étant l'ancien petit criminel Mustaffa Karami, Salaam emmène Karami dans le désert et le contraint à travailler pour les services secrets jordaniens, menaçant de le faire collaborer s'il ne coopère pas. Hoffman demande à Salaam d'utiliser Karami, mais il refuse, persuadé d'un meilleur retour sur investissement. À l'insu de Ferris et de Salaam, Hoffman ordonne à Skip de suivre Karami et de l'enlever. Karami s'échappe et prévient les terroristes de la planque que celle-ci est surveillée, et ils l'abandonnent. Salaam surprend Skip, l'associé de Ferris, accuse Ferris d'avoir eu connaissance du coup porté à Karami, impute à Ferris la duplicité de la destruction de la planque et exile Ferris de Jordanie.
Ferris retrouve Hoffman à Washington et ils élaborent un nouveau plan pour retrouver Al-Saleem. Soupçonnant qu'il soit davantage motivé par l'orgueil que par l'idéologie, ils organisent un faux attentat terroriste et en font passer Omar Sadiki, un innocent architecte jordanien, pour l'instigateur, espérant qu'Al-Saleem sortira de sa cachette et tentera de le contacter. Al-Saleem voit les reportages télévisés sur l'attentat et mord à l'hameçon. Salaam invite Ferris à revenir en Jordanie et lui fait part de ses soupçons sur Omar Sadiki, bien que Ferris feigne l'ignorance. Ferris tente ensuite de sauver Sadiki de l'enlèvement par les hommes de main d'Al-Saleem, mais échoue et voit son partenaire frôlé la mort dans l'accident de voiture qui s'ensuit. Interrogé, Sadiki nie toute connaissance de l'attentat. Il est retrouvé battu et tué plus tard.
Ferris retourne à son appartement et découvre qu'Aisha a été kidnappée. Il demande désespérément de l'aide à Salaam, avouant avoir inventé la cellule terroriste d'Omar Sadiki et l'attentat. Salaam refuse de l'aider à cause des mensonges de Ferris. Ferris s'offre en échange aux ravisseurs d'Aisha et est emmené au milieu du désert, sous les yeux d'Hoffman, qui surveille la situation grâce à un drone. Sur les lieux de l'échange, Ferris est encerclé par un groupe de SUV qui l'encerclent pour créer un nuage de poussière avant de le récupérer. Le nuage de poussière bloque la vue d'Hoffman, l'empêchant de déterminer lequel des SUV, qui se dirigent maintenant dans des directions différentes, transporte Ferris.
Ferris est emmené de l'autre côté de la frontière syrienne, où il doit être interrogé par Al-Saleem. Lorsque Ferris interroge Al-Saleem au sujet d'Aisha, on lui répond que quelqu'un lui a menti et qu'il a été trahi. Ferris raconte à Al-Saleem qu'il y a un infiltré (Karami) dans son organisation qui travaille pour Ferris, et que, par association, Al-Saleem travaille pour Ferris. Al-Saleem ne croit pas Ferris, lui casse deux doigts, allume une caméra vidéo et ordonne son exécution. Salaam et ses agents arrivent au dernier moment, sauvant la vie de Ferris. On voit Al-Saleem arrêté dans son propre SUV par Marwan Se-Kia, l'agent de sécurité de Salaam.
Salaam rend visite à Ferris à l'hôpital et révèle qu'il a simulé l'enlèvement d'Aïcha et orchestré sa capture par Al-Saleem en utilisant Karami comme intermédiaire. Ayant perdu la volonté de se battre dans cette guerre, Ferris quitte la CIA et retourne voir Aïcha.

## Fiche technique
Sauf indication contraire, les informations mentionnées dans cette section peuvent être confirmées par la base de données cinématographiques IMDb,  présente dans la section « Liens externes ».
- Titre original : Body of Lies
- Titre français : Mensonges d'état
- Titre québécois : Une vie de mensonges
- Réalisation : Ridley Scott
- Scénario : William Monahan et David Ignatius, d'après le roman Une vie de mensonges de David Ignatius
- Musique : Marc Streitenfeld
- Photographie : Alexander Witt
- Montage : Pietro Scalia
- Décors : Arthur Max et Marco Trentini
- Costumes : Janty Yates
- Production : Ridley Scott, Michael Costigan, Donald De Line (en) et Charles J.D. Schlissel
- Sociétés de production : Scott Free Productions et De Line Pictures
- Société de distribution : Warner Bros. (États-Unis, France)
- Budget : 70 000 000 $[1]
- Pays de production :  États-Unis,  Royaume-Uni
- Langues originales : anglais et arabe
- Format : couleurs - 2,35:1 - SDDS - 35 mm
- Genre : thriller, espionnage, action
- Durée : 123 minutes
- Date de sortie : 
  - États-Unis et Canada : 10 octobre 2008
  - France : 5 novembre 2008

## Distribution

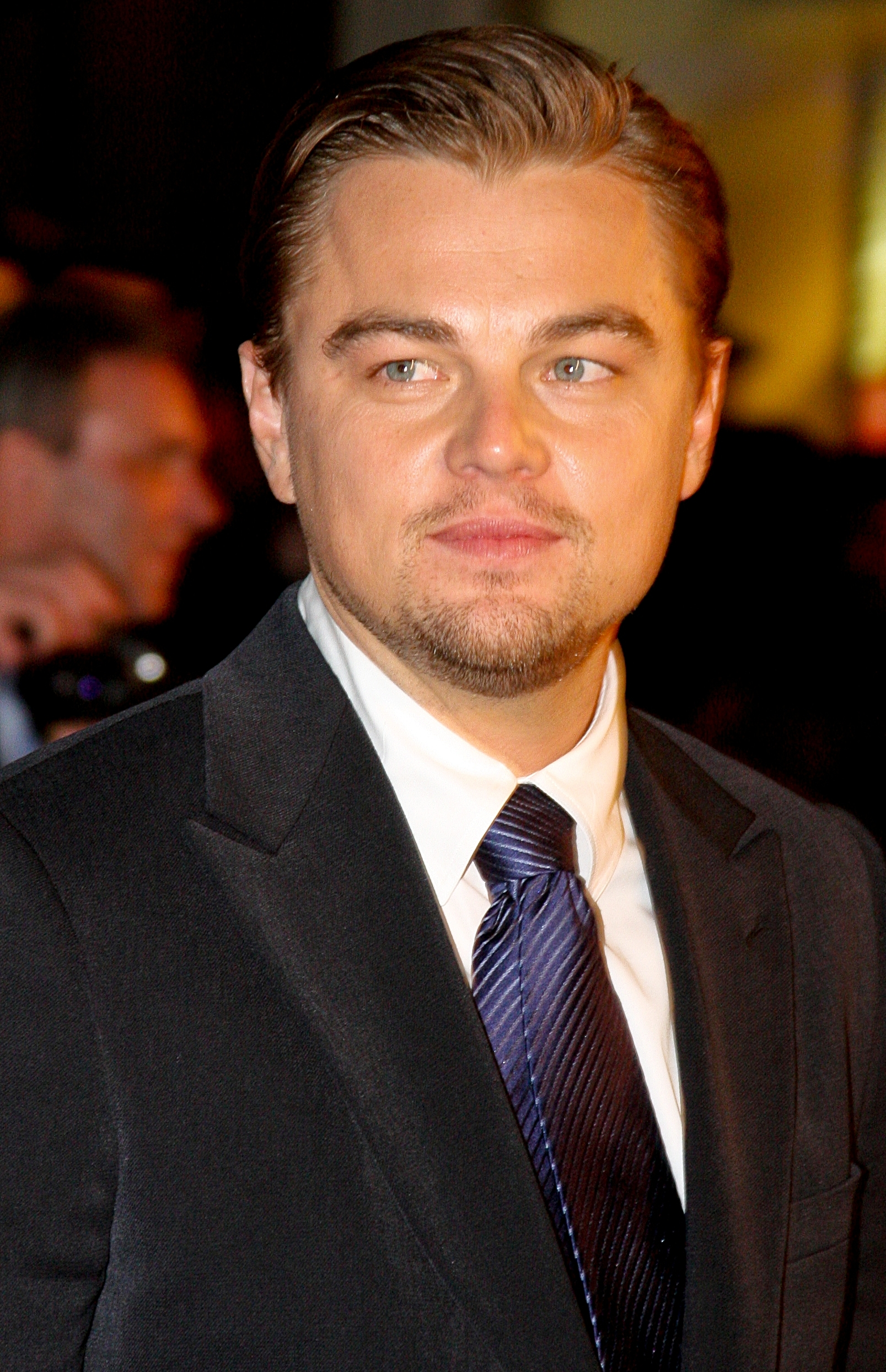
L'acteur principal Leonardo DiCaprio à la première londonienne du film en novembre 2008.

- Leonardo DiCaprio (VF : Damien Witecka et VQ : Joël Legendre) : Roger Ferris
- Russell Crowe (VF : Emmanuel Jacomy et VQ : Pierre Auger) : Ed Hoffman
- Mark Strong (VF : Éric Herson-Macarel et VQ : Marc-André Bélanger) : Hani Salaam
- Golshifteh Farahani (VF : Élisabeth Ventura et VQ : Mélanie Laberge) : Aïsha
- Oscar Isaac (VF : Emmanuel Garijo et VQ : Nicolas Charbonneaux-Collombet) : Bassam
- Ali Suliman (VF : Hicham Nazzal et VQ : François Godin) : Omar Sadiki
- Alon Abutbul (VF : Féodor Atkine et VQ : Guy Nadon) : Al-Saleem
- Vince Colosimo (en) (VF : Boris Rehlinger et VQ : Manuel Tadros) : Skip
- Simon McBurney (VF : Jérôme Pauwels et VQ : François Sasseville) : Garland
- Mehdi Nebbou (VF : lui-même) : Nizar
- Michael Gaston (VF : Bernard Métraux et VQ : Sylvain Hétu) : Holiday
- Kais Nashef : Karami
- Jamil Khoury : Marwan (crédité Jameel Khoury)
- Lubna Azabal : la sœur d'Aisha
- Giannina Facio la femme d'Ed
- Michael Stuhlbarg : l'avocat de Ferris
- Clara Khoury : la femme de Bassam
- Sami Samir : le chauffeur de taxi
- Annabelle Wallis : la petite-amie d'Hani
Version française
  - Société de doublage : Dubbing Brothers
  - Direction artistique : Michel Derain
  - Adaptation : Marion Bessay

Sources et légende : version française (VF) sur Allodoublage. Version québécoise (VQ) sur Doublage Québec

## Production

### Genèse et développement
En 2006, Warner Bros. engage William Monahan pour écrire un scénario inspiré du roman Penetration du journaliste David Ignatius, pas encore publié. Il est précisé que Ridley Scott est lié au projet. En avril 2007, le roman, tout comme le film, est rebaptisé Body of Lies, alors que Leonardo DiCaprio est annoncé dans le premier rôle. L'acteur explique avoir été séduit par le projet notamment pour l'aspect politique du films rappelant certains longs métrages des années 1970 comme À cause d'un assassinat (1974, Alan J. Pakula) ou Les Trois Jours du Condor (1975, Sydney Pollack).
Russell Crowe est ensuite évoqué pour un rôle majeur, alors que Steven Zaillian est engagé pour retravailler le script. Il avait déjà collaboré avec Ridley Scott pour American Gangster (2007). Russel Crowe prend plus de 28 kilos pour le rôle. Il s'agit de sa 4e collaboration avec Ridley Scott après Gladiator (2000), Une grande année (2006) et American Gangster (2007). Les deux hommes se retrouveront en 2010 avec Robin des Bois.
Carice van Houten est choisie pour le rôle de Gretchen Ferris, la femme de Roger, mais elle a été entièrement coupée au montage.

### Tournage
Le tournage se déroule entre les États-Unis, l'Europe et le Maroc et s'est étalé de septembre à décembre 2007 . En raison du sujet délicat du film, un tournage à Dubaï et aux Émirats arabes unis, n'a pas été autorisé par les autorités locales.

## Accueil

### Critique
Mensonges d'État reçoit à sa sortie des critiques mitigées de la part de la presse. Sur l'agrégateur américain Rotten Tomatoes, il récolte 55% d'opinions favorables pour 216 critiques et une note moyenne de 5,9⁄10. Le consensus suivant résume les critiques compilées par le site : « Body of Lies s'appuie sur les performances de Russell Crowe et Leonardo DiCaprio pour l'élever au-delà du thriller d'espionnage conventionnel ». Sur Metacritic, il obtient une note moyenne de 57⁄100 pour 37 critiques.
En France, le film obtient une note moyenne de 3,4⁄5 sur le site AlloCiné, qui recense 23 titres de presse.
Selon Thomas Sotinel du Monde à l'occasion de la rediffusion du film sur Arte en 2024, « Ridley Scott prend plaisir à mettre en scène les sales tours que la CIA sort de son sac à malices dans sa guerre contre Al-Qaida », « Mensonges d'État restera comme l’un des plus réussis des films d’action nés des décombres du 11-Septembre [2001] ».

### Box-office
Produit pour environ 70 millions de dollars, le film en récolte plus de 115 millions au box-office mondial. En France, il flirte avec les 900 000 spectateurs.
| Pays ou région    | Box-office      | Date d'arrêt du box-office | Nombre de semaines |
| ----------------- | --------------- | -------------------------- | ------------------ |
| États-Unis Canada | 39 394 666 $    | 15 janvier 2009            | 14                 |
| France            | 890 869 entrées |                            | -                  |
| Total mondial     | 115 900 897 $   | -                          | -                  |